# Румунський переворот 1944
Румунський переворот 1944 року — державний переворот під керівництвом короля Румунії Міхая I під час Другої світової війни 23 серпня 1944 року. Більш відомий у румунській історіографії як Акт 23 серпня (рум. Actul de la 23 august). Переворот усунув від влади уряд на чолі з диктатором Іоном Антонеску, що зробив Румунію сателітом нацистської Німеччини.
Переворот здійснив король Міхай I за підтримки армії та групи політичних партій: Комуністичної партії, Соціал-демократичної партії, Національної ліберальної партії та Національної селянської партії. Це сталося під час Другої Яссько-Кишинівської операції, коли румунські війська зазнали важких поразок у Молдові, а війська Радянського Союзу вторглися до країни. Головною метою перевороту було укладення сепаратного перемир'я з Радянським Союзом.
Новим прем'єр-міністром і фактичним керівником країни став Константин Сенетеску. Ставши на бік Антигітлерівської коаліції, Румунія тим самим оголосила війну Угорщині та Німеччині. Слідом за цим відбулося введення радянських військ на територію країни і встановлення в Румунії прорадянського режиму.

## Причини

### Передісторія
У Румунії у вересні 1940 року внаслідок територіальних поступок Угорщині, Болгарії та СРСР і зовнішньополітичної ізоляції країни до влади прийшов Іон Антонеску, який очолив Румунію, і фашистська організація «Залізна Гвардія» під керівництвом Хорії Сіми, з членів якої складався уряд країни. Сам Сіма став віцепрем'єром Румунії. Також у країні змінився король — на трон зійшов дев'ятнадцятирічний Міхай I, який фактично став маріонетковим королем. Румунія змінила зовнішньополітичний курс, тепер, замість Великої Британії та Франції, орієнтуючись на Німеччину.
Унаслідок політичних репресій і осінньої кризи та економічного спаду, що виникли в країні, між Іоном Антонеску і Хорією Сімою виникли серйозні розбіжності. Взимку 1940—1941 років у країну було введено німецькі війська для контролю нафтових родовищ. З їхньою допомогою Горія Сіма сподівався повалити Антонеску, у січні 1941 року піднявши заколот. Легіонери «Залізної Гвардії» з 19 до 23 січня чинили погроми і вели бої з поліцією і внутрішніми військами в найбільших містах країни. Однак, всупереч очікуванням Горії Сіми, Німеччина стала на бік Іона Антонеску. Таким чином, не отримавши німецької підтримки, легіонери були розбиті румунськими військами, а «Залізна Гвардія» розпущена. Уся повнота влади в країні перейшла в руки Антонеску, який проголосив себе кондукетором.
22 червня 1941 року Румунія виступила на боці Німеччини проти СРСР, таким чином вступивши у Другу світову війну. Румунські війська за місяць (з 22 червня до 23 липня) оволоділи відданими в 1940 році Радянському Союзу територіями (Бессарабією і Буковиною), а також зайняли Трансністрію. На цих територіях було засновано румунську адміністрацію. Після того, як 16 жовтня впала Одеса, багато жителів Румунії вважали війну завершеною, проте 3-тя і 4-та румунські армії були відправлені разом із німецькими військами далеко на східний фронт. Румунські війська брали участь у боях на Південній і Східній Україні, в Криму, на Кубані, на Північному Кавказі, біля Сталінграда. Однак з осені 1942 року румунські армії на сході стали зазнавати великих втрат, а в грудні сталася низка поразок. Німецько-румунські війська почали відступ на захід, залишаючи за собою захоплені території. Навесні 1944 року радянські війська наближалися до Трансністрії, а 13 березня 1944 року під час Дніпровсько-Карпатської операції 2-й Український фронт підійшов до Південного Бугу.

### Внутрішня нестабільність у Румунії, політичне протистояння
Затяжна війна призвела до виникнення економічної нестабільності в країні. Постійні витрати на утримання румунських армій далеко на східному фронті та залежність румунської економіки від Німеччини та Угорщини, а також від сировини Трансністрії, що була передана під управління німецької адміністрації, з якої вивозили аграрну сировину, послаблювали національну економіку країни. За оцінками Антонеску 1943 року, «ця війна коштує Румунії 300 млрд лей», а Румунія поставила Німеччині «понад 8 млн тонн нафти, загрожуючи своїм національним запасам і самим покладам». У результаті до 1944 року економіка країни занепала: німецька експлуатація нафтових родовищ, величезні витрати на озброєння і людські втрати на фронті призвели до зародження економічної кризи, що охопила всі галузі. Почалася гіперінфляція, лей різко знецінився. Так, його відношення до повоєнної румунської валюти становило 20 000 до одного.
Серйозним ударом по економіці країни став наступ радянських військ на Україні та їхнє наближення до Південного Бугу — східного кордону Трансністрії. Подальший наступ радянських військ призвів до того, що Румунія до літа 1944 року втратила контроль над Трансністрією, Буковиною і північною Бессарабією. У Румунію припинилися поставки дешевої сировини зі сходу — територій СРСР, які з 1941 року перебували під контролем Румунії. На той момент румунські селяни, змушені працювати на потреби армії і нездатні у зв'язку з цим прогодувати себе, відмовилися виходити на роботи. Таким чином Румунія зазнала серйозних збитків у сільськогосподарській галузі. Усі ці чинники (військове виснаження країни, економічні збитки, серйозні втрати на східному фронті та невиправданість подальшої війни проти СРСР після того, як були повернуті території, втрачені в 1940 р.) призвели до виникнення та широкого поширення пацифістського й антифашистського рухів.
Для того, щоб відволікти населення Румунії від проблем у країні та на фронті, румунське керівництво спробувало спровокувати конфлікт з Угорщиною, тим самим зосередивши увагу громадськості на румунсько-угорському кордоні. Навесні 1944 року на ньому регулярно відбувалися перестрілки, що тільки загострило зовнішньополітичну ситуацію та дало змогу Німеччині скористатися румунсько-угорськими протиріччями. Влітку на східному фронті встановилося затишшя, що дало змогу почати приготування до перевороту.

### Змова
Від самого приходу Антонеску до влади до нього глибоко в опозиції перебувала Румунська комуністична партія (РКП); також кондукетору протистояли Націонал-цараністська і Націонал-ліберальна партії на чолі з Юліу Маніу та Діну Бретіану відповідно. На відміну від РКП, ці партії були більш помірковані щодо чинного керівництва країни. Однак у ситуації, яка склалася на фронті навесні, вони приєдналися до противників чинного режиму. Міхай I і його оточення також прагнули змістити кондукетора, зокрема, король прагнув до виведення Румунії з війни, союзу зі США та Великою Британією і введення в країну їхніх військ. У першій половині 1944 року комуністи організували Єдиний робітничий фронт і почали переговори з високопоставленими особами у збройних силах Румунії. 20 червня виник національно-демократичний блок, до якого увійшли комуністи, соціал-демократи, націонал-ліберали і націонал-цараністи. Це створило загрозу Іону Антонеску.
До кола змовників увійшли: Міхай I, король країни, і королева-мати Єлена; Юліу Маніу, Діну Бретіану і Петреску, лідери селянської, ліберальної та соціал-демократичної партій відповідно; Григоре Нікулеску-Бузеті, глава МЗС Румунії, генерал Константин Сенетеску, глава Королівської Палати, генерал Аурел Алдя, Іонел Моксоні-Старча, королівський секретар, Мірча Іоаніціу, близький друг короля, полковник Еміліан Іонеску, майор Антон Думітреску, а також комуністи Лукреціу Петрешкану та Еміль Боднераш. Також до змовників приєдналися деякі члени партій, лідери яких були посвячені в змову.

## Хід подій
19 березня 1944 року Червона армія на півночі Одеської області підійшла впритул до Дністра, а з 20 березня почалося форсування річки. Протягом березня-квітня Румунія втратила Буковину, північ Молдови та Одесу. Також радянські війська зайняли невелику територію на північному сході Румунії. До кінця весни фронт стабілізувався на сході по лінії Дністра і на півночі по лінії Редеуць — Пашкані — Оргеєв — Дубоссари. Війна перенеслася на територію Румунії. У таких умовах СРСР ще під час проведення операції 12 квітня запропонував перемир'я Румунії на своїх умовах, проте Іон Антонеску категорично відмовився виконувати радянські вимоги.
Затишшя на фронті на початку літа дозволило радянському командуванню провести перегрупування військ, а румунському — зміцнити позиції своїх військ і підготуватися до оборони. На той момент 12 німецьких дивізій групи армій «Південна Україна» були перекинуті з Румунії на захід України і в Білорусію, де велися запеклі бої. Напередодні операції група армій «Південна Україна» під командуванням Ганса Фріснера мала 25 німецьких, 22 румунські дивізії і 5 румунських бригад у складі 6-ї та 8-ї німецьких армій, 3-ї та 4-ї румунських армій і 17-го армійського німецького корпусу. Війська підтримував 4-й повітряний флот, у складі якого було 810 літаків. У СРСР на цій ділянці фронту була перевага в чисельності військ. Біля Дністра і на півночі Молдавії перебували 2-й Український фронт під командуванням Родіона Яковича Малиновського, 3-й Український фронт під командуванням Федора Івановича Толбухіна і Чорноморський флот, зокрема й Дунайська військова флотилія.
20 серпня радянські війська відкрили потужний артилерійський вогонь по румунських позиціях, тим самим почавши артилерійську підготовку. Слідом за цим послідував наступ 27-ї і 6-ї танкової радянських армій у районі Ясс, якому спробувало запобігти німецьке командування, кинувши в контратаку 3 піхотні і 1 танкову дивізії. Це не переломило ситуацію, і 21 серпня радянські війська прорвали лінію фронту на 65 км по фронту і до 40 км у глибину, опанувавши Ясси і Тиргу-Фрумос. Зайнявши ці два міста, командування 3-го Українського фронту отримало наказ зі Ставки Верховного Головнокомандування оточити противника, зімкнувши зусиллями двох фронтів кільце в районі Хуші, тим самим відрізавши румунсько-німецькі війська в Кишиневі від сполучення з Румунією. 22 серпня румунським військам надійшла директива відступити з Кишинева, проте вже було пізно. Радянські війська відрізали всі шляхи відступу.
Увечері того ж дня силами Дунайської військової флотилії був узятий Аккерман, після чого почався наступ уздовж чорноморського узбережжя в південному напрямку. 23 серпня кільце навколо німецько-румунських військ замикалося, 18-й танковий корпус вийшов у район Хуші, 7-й механізований корпус — до Прута в районі Леушен, 4-й гвардійський механізований корпус — до Леово. 3-тя румунська армія була витіснена 46-ю радянською армією 3-го Українського фронту до Чорного моря, де була оточена. На фронті утворився 100-кілометровий прорив.

### Переворот (23 серпня)
Спочатку повалити Антонеску планувалося 26 серпня, проте Яссько-Кишинівська операція порушила плани змовників, тож переворот відбувся 23 серпня, у розпал боїв у Молдові та на північному сході Румунії. Цього дня Костянтин Сенетеску зателефонував Іону Антонеску і попросив того прибути до палацу нібито для обговорення подальших військових дій проти СРСР у зв'язку з поразкою на східному фронті. О 16:30 Антонеску прибув до королівського палацу. У жовтому салоні палацу на нього чекали Сенетеску і Міхай I. У сусідньому приміщенні в очікуванні результатів переговорів короля з кондукетором перебували Аурел Алдя, Іонел Моксоні-Старча, Григоре Нікулеску-Бузеті, Мірча Іоаніціу, а також Еміліан Іонеску та Антон Думітреску з особистою охороною короля.
Міхай I запропонував Антонеску припинити війну і підписати перемир'я з Радянським Союзом. Кондукетор категорично відмовився від негайної капітуляції Румунії і розриву союзу з Гітлером і попросив надати йому кілька днів на те, щоб обміркувати ситуацію, що складається на фронті. Король зрозумів, що Іон Антонеску не збирається припиняти війну і не складе із себе повноважень керівника країни. Міхай I о 17:15 на кілька хвилин покинув Антонеску і пішов у сусіднє приміщення до змовників для обговорення подальших дій проти Іона Антонеску. Коли він повернувся, то запропонував Антонеску негайно скласти з себе повноваження.
Коли Антонеску обурився і почав заперечувати проти указу монарха, король сказав йому: «пане маршале, ми обидва дамо відповідь перед Богом та історією!» Після цих слів Міхай І залишив жовтий салон, а Антонеску заарештувала королівська охорона під керівництвом Еміліана Іонеску, його замкнули в надійній кімнаті в палаці. Король негайно призначив прем'єр-міністром Костянтина Сенетеску, який взяв на себе керівництво переворотом. За наказом Сенетеску, слідом за Антонеску заарештували його високопоставлених наближених: генералів Костянтина Пантазі та Васіліу, полковника Мірчу Елефтереску, главу спецслужб Румунії Еужена Крістеску і главу жандармерії генерала Костянтина Тобеску. Охорону високопоставлених осіб було доручено комуністичному загону Еміля Боднераша (румунського комуніста українського походження і подвійного агента НКВС і Сигуранци). Одночасно комуністи за домовленістю з Міхаєм I підняли в Бухаресті збройне повстання. У короткий термін були зайняті всі державні установи міста, а також телефонна і телеграфна станції. Це дало змогу перервати зв'язок німецьких командирів, які перебували в Бухаресті, з Німеччиною. О 23:30 Міхай I виступив зі зверненням до всіх жителів Румунії по радіо. Він оголосив про зміну влади в країні, про припинення війни проти СРСР і перемир'я з Великою Британією і США. Було проголошено декларацію про утворення нового уряду на чолі з Костянтином Сенетеску. Було прийнято мирну пропозицію від СРСР від 12 квітня 1944 р. 25 серпня уряд СРСР було поінформовано про те, що румунське керівництво прийняло пропозицію.
Після того, як Міхай I виступив по радіо, він покинув Бухарест. Король сховався в горах Олтенії неподалік від Крайови, залишивши в столиці Румунії для управління внутрішніми справами Константина Сенетеску. 31 серпня Іон Антонеску та інші високопоставлені лідери були передані радянським органам СМЕРШу і на вантажівках вивезені в Бєльці, звідки потягом їх доправили до Москви.

### Реакція румунських і німецьких військових. Введення Червоної армії (24-31 серпня)
Коли новий румунський уряд схвалив перемир'я з СРСР, 25 серпня радянське керівництво передало по радіо заяву, в якій повідомлялося про намір СРСР зберегти територіальну цілісність, державний лад і незалежність Румунії, а також терміново направило в країну 50 дивізій. Радянський Союз пропонував румунським військам негайно припинити опір біля Прута.
Не всі румунські офіцери одразу дізналися про перемир'я з Радянським Союзом, а дехто просто не підтримав нового керівництва, тому воєнні дії на сході Румунії та на півдні Молдавії тривали до 29 серпня, доки радянські війська не оточили залишки румунських армій. За сучасними румунськими даними, внаслідок операції близько 150 тисяч румунських солдатів і офіцерів потрапили в радянський полон, за іншими джерелами цифра була вищою — 208 600 осіб.
До моменту перевороту в Румунії у складі групи армій «Південна Україна» перебували 6-та німецька армія, 8-та німецька армія, 17-й армійський німецький корпус і 2-а угорська армія. Німецькі командири спробували придушити повстання в Бухаресті. У місто було терміново направлено війська, яких затримали вірні Міхаю I румунські частини. Німецькі армії, що перебували на той момент на фронті, також терміново спробували відступити в тил, проте були зупинені Червоною армією. Крім того, до приходу радянських військ із 23 до 25 серпня столиця Румунії тричі зазнавала нальотів літаків люфтваффе, які базувалися неподалік від міста в Отопенах. Було зруйновано або серйозно пошкоджено кілька будівель Бухареста, зокрема національний театр і королівський палац. Німецька авіація була вчасно придушена нальотом британських і американських ВПС. Водночас румунські війська, які перейшли на бік нової влади, атакували німецькі частини, розквартировані в Плоєшті, змусивши німців покинути місто. Почався поспішний відступ німецьких військ із Румунії до Угорщини, якому перешкоджали загони румунських добровольців. Через це спроби німецьких частин прорватися до угорського кордону часто були проблематичними. Хаотичний відступ супроводжувався грабежами румунських міст і сіл. Під час німецького відступу через діяльність добровольчих загонів близько 50 тисяч німецьких солдатів потрапили в румунський полон. 31 серпня, після завершення Яссько-Кишинівської операції, Червона армія досягла столиці Румунії.

## Наслідки

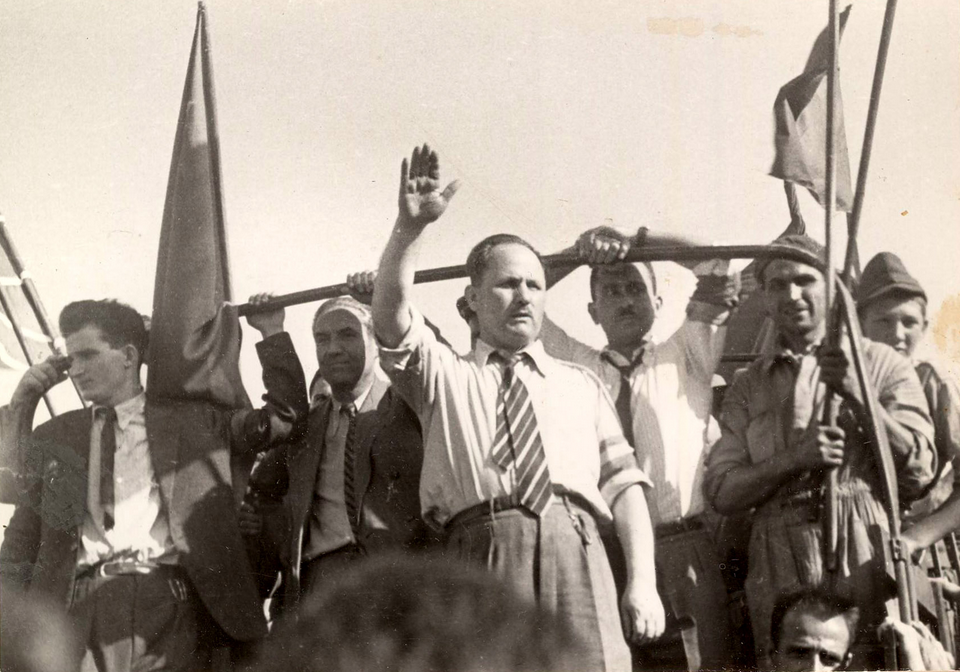
Зустріч Ніколае Чаушеску, та інших під час вхождення Червоної армії в Бухарест 30 серпня 1944

Після того, як Червона Армія без опору зайняла Бухарест, радянські війська продовжили просування до західних кордонів Румунії. Наступ вівся силами 2-го і 4-го Українського фронтів. 2-й Український фронт наступав у напрямку Трансільванії, а 4-й просувався в напрямку Словаччини, уздовж північних кордонів Румунії. 3-й Український фронт досяг Дунаю, звідки почав наступ у глиб Болгарії. Радянські війська підтримали 1-ша і 4-ша румунські армії; бік Німеччини зайняла 3-тя румунська армія. 1-шу і 4-ту румунські армії і 4-й румунський армійський армійський авіаційний корпус на той момент було передислоковано зі сходу Румунії на західний фронт і передано в підпорядкування 2-му Українському фронту. До 2-го Українського фронту під командуванням Р. Я. Малиновського входили: 27-та армія, 40-та армія, 52-га армія, 53-тя армія, 4-та гвардійська армія, 7-та гвардійська армія, 6-та танкова армія, 18-й окремий танковий корпус і кінно-механізована група. Фронту надавала підтримку 5-та повітряна армія. Їм протистояла група армій «Південна Україна», яка перебувала в Румунії до перевороту, під командуванням Г. Фріснера. Фріснера.
Наступ сил 2-го Українського фронту на Трансільванію було припинено через сильний опір німецьких та угорських військ на ключових перевалах у Карпатах (Кимпулунг-Молдовенеськ, Онешті, Олтуз і Георгені). Інша ситуація складалася на півдні Румунії, де вже до 15 вересня силами 53-ї радянської армії було взято Слатіну, що дало змогу новому румунському керівництву поширити свою владу на всю Валахію, Молдову і Банат, тобто територію Румунії, встановлену Другим Віденським арбітражем. Військові дії з румунської території були перенесені в Угорщину, Болгарію та Югославію.
Спроба Червоної Армії почати повторний наступ у Трансільванії провалилася: противник зосередив на цій ділянці фронту 27 німецьких і угорських дивізій і бригад, зокрема 6 танкових і моторизованих дивізій. Знову були розв'язані запеклі бої за гірські перевали. У результаті лінія фронту довгий час залишалася статичною. Однак із півдня Трансільванії вівся наступ лівого крила 2-го Українського фронту, яке до середини вересня вийшло в тил до німецько-угорських військ, що обороняли перевали через Карпати. У такій ситуації ті змушені були відступити. 24 вересня радянсько-румунські війська вийшли до довоєнного румунсько-угорського кордону поблизу Мако. Тепер румунське керівництво контролювало майже всю територію країни, включно із втраченою внаслідок Другого Віденського арбітражу Північною Трансільванією. Остаточно вся територія Румунії була взята під контроль тільки після Дебреценської операції 7-15 жовтня.
Згідно з ухваленою 23 серпня радянською мирною пропозицією від 12 квітня 1944 року Румунія зобов'язувалася:
1. Розірвати відносини з Німеччиною і битися на боці Антигітлерівської коаліції проти Третього рейху
2. Відновити радянсько-румунський кордон станом на 1940 рік
3. Відшкодувати Радянському Союзу збитки, завдані військовими діями та окупацією частини радянської території
4. Повернути в СРСР усіх радянських військовополонених та інтернованих
5. Дозволити вільне переміщення радянських військ по своїй території в будь-якому напрямку і всіляко сприяти цьому

Зі свого боку СРСР погоджувався анулювати всі рішення Другого Віденського арбітражу про зміну території Румунії та допомогти румунським військам повернути Трансільванію.
12 вересня того ж року СРСР і Румунія на офіційному рівні уклали перемир'я. Пізніше, після жовтневої англо-радянської конференції в Москві, Вінстоном Черчіллем і Йосипом Сталіним було ухвалено рішення про те, що Румунію буде окуповано переважно радянськими військами. Загальна чисельність радянського контингенту військ у Румунії після 1944 року в різних джерелах вказується від 750 000 до 1 000 000 осіб.
Період в історії Румунії з 23 серпня 1944 до 30 грудня 1947 року сучасники прозвали «соціалістичною монархією», а Міхая I — «королем-комсомольцем». Цей період характеризується тим, що великого впливу в Румунії набули комуністи. Після виборів 1946 року до парламенту Румунії пройшли кілька партій, але до 1947 року парламентська більшість належала Румунська комуністична партія (РКП). Це пояснюється тим, що Фронт хліборобів розвалився, фракції лібералів і цараністів у парламентській боротьбі зазнали поразки, а соціал-демократична партія зазнала сильної чистки, після якої змушена була злитися з комуністами. Радянізації Румунії сприяла і часта зміна урядів: кабінет Костянтина Сенетеску припинив існування 16 жовтня 1944 року, а сформований 6 грудня кабінет Ніколає Редеску пішов у відставку 6 березня 1945 року. Новий кабінет міністрів очолив Петру Гроза, за якого Румунія почала зближення з СРСР. Зрештою у другій половині 1947 року в Румунії відбулася безкровна зміна державного ладу: комуністичне керівництво країни оголосило про перетворення королівства на республіку, а сам король Міхай I зрікся престолу 30 грудня. Пізніше Міхай I заявив: «акт був підписаний під фізичним впливом. У Петра Гроза в кишені був пістолет. Охорона була заарештована, а артилерія зайняла позиції навколо палацу». 3 січня 1948 року короля і його сім'ю позбавили румунського громадянства, і той емігрував до Великої Британії.
Після перевороту Іон Антонеску був виданий СРСР, проте пізніше повернутий до Румунії, де був розстріляний 1 червня 1946 року у в'язниці Жилави за рішенням народного трибуналу разом зі своїми наближеними. У державному архіві Румунії зазначено, що перед розстрілом Антонеску запитав, хто буде в нього стріляти — солдати чи офіцери, — а безпосередньо перед смертю сказав: «Історія судитиме мене!»
6 липня 1945 року Міхай I за успішне проведення перевороту був нагороджений орденом «Перемога» з формулюванням «За мужній акт рішучого повороту політики Румунії в бік розриву з гітлерівською Німеччиною та союзу з Об'єднаними Націями в момент, коли ще не визначилася ясно поразка Німеччини». У румунській історіографії прийнято вважати, що румунський народ самостійно повалив Іона Антонеску, без допомоги ззовні.